# روني ميدييروس دي مورا
روني ميدييروس دي مورا هو لاعب كرة قدم برازيلي، ولد في 15 أبريل 1999 في ساو باولو في البرازيل.

## وصلات خارجية
- روني ميدييروس دي مورا على موقع قاعدة بيانات كرة القدم.إي يو (الإنجليزية)
- روني ميدييروس دي مورا على موقع Soccerway.com (الإنجليزية)